# Compagnie générale transatlantique
Vous lisez un « article de qualité » labellisé en 2013.
Pour les articles homonymes, voir CGT et French Line (homonymie).

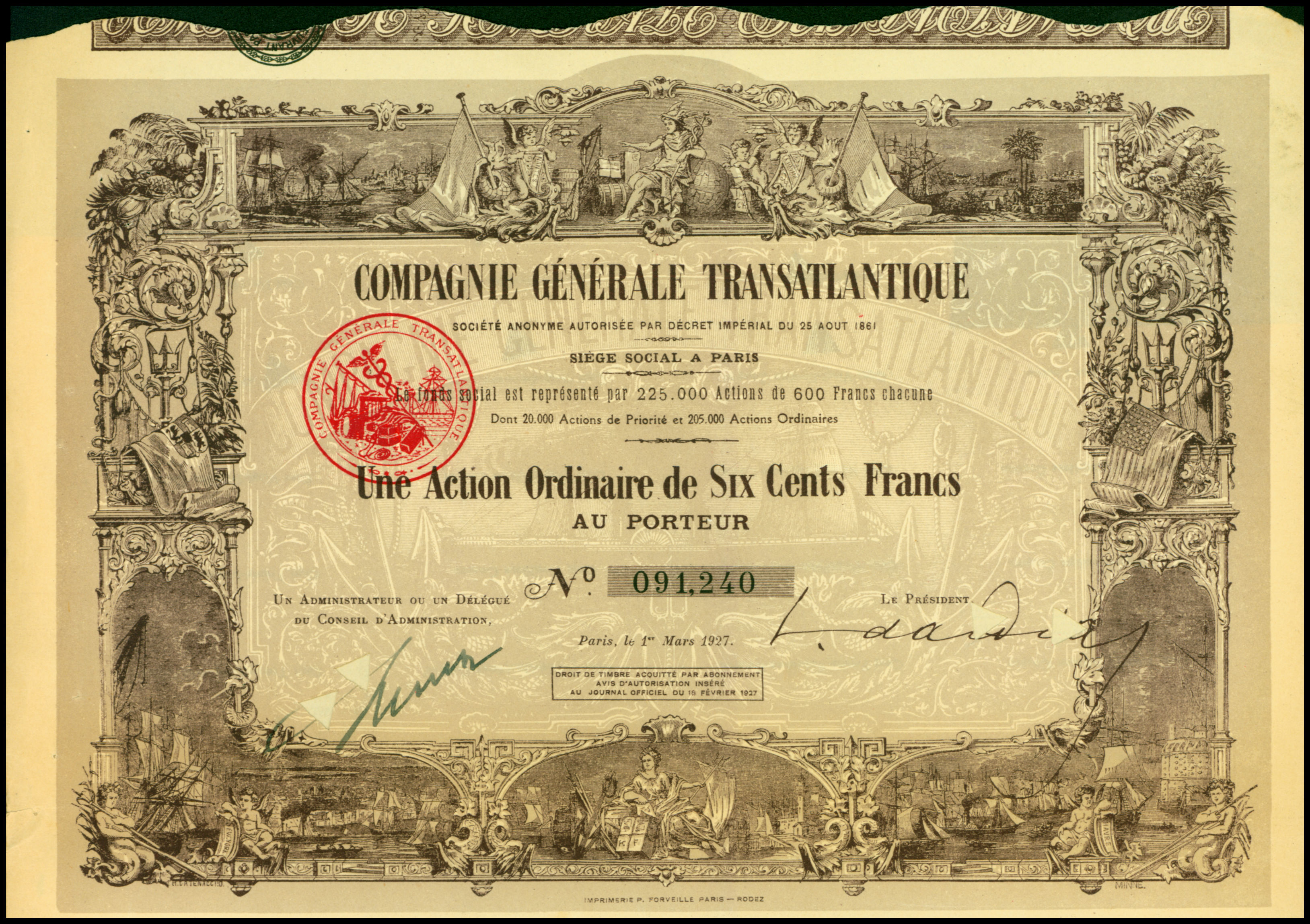
Action de la Compagnie Générale Transatlantique en date du 1 mars 1927

La Compagnie générale transatlantique (CGT, souvent surnommée Transat, ou French Line par la clientèle anglophone) est une compagnie maritime française. Fondée en 1855 par les frères Émile et Isaac Péreire sous le nom de Compagnie générale maritime, elle est chargée par l'État d'assurer le transport du courrier vers l'Amérique du Nord et prend son nom définitif en 1861. Après une période de tâtonnement au XIXe siècle, la compagnie, poussée par ses présidents Jules Charles-Roux et John Dal Piaz, gagne en importance dans les années 1910 à 1930, avec de prestigieux paquebots tels que le Paris, l'Île-de-France et surtout le Normandie. Fragilisée par la Seconde Guerre mondiale, elle prend à nouveau de l'importance en 1962 avec le célèbre paquebot France, qui souffre beaucoup de la concurrence du transport aérien et est retiré du service en 1974. Dans les années qui suivent, la compagnie fusionne avec la Compagnie des messageries maritimes pour former la Compagnie générale maritime, devenue par la suite Compagnie maritime d'affrètement - Compagnie générale maritime (CMA - CGM).
Contrairement à ce que laisse penser son nom, la Transat ne se contente pas de l'exploitation de la ligne de l'Atlantique Nord, et offre à ses voyageurs des lignes à destination de l'Amérique centrale, et même, durant un temps, de la côte Pacifique. Dès le début du XXe siècle, elle propose également des traversées entre Marseille et Alger et crée dans les années 1920 des circuits touristiques en Afrique du Nord. Dans les années 1930, la compagnie s'implique brièvement dans l'aviation par le biais d'Air France Transatlantique. Enfin, dès les années 1900, elle développe un service de cargos qui ne cesse par la suite de croître, jusqu'à occuper une part prépondérante de ses activités.
Les paquebots de la Compagnie générale transatlantique ont souvent été des ouvrages d'art symboliques de leur époque, destinés à représenter l'image de la France à l'étranger. De même, la qualité de leur service, en particulier celle des repas et des vins, a fidélisé une clientèle fortunée, notamment de riches Américains au temps de la Prohibition. Des années après sa disparition, son histoire et son patrimoine continuent à séduire les collectionneurs et à être mis en valeur au travers d'expositions, comme celles de l'établissement public de coopération culturelle French Lines & Compagnies, qui préserve les archives historiques et fonds d'objets de l'entreprise.

## Histoire

### Compagnie des frères Péreire (1855-1904)

#### Fondation et premiers tâtonnements de la compagnie (1855-1861)

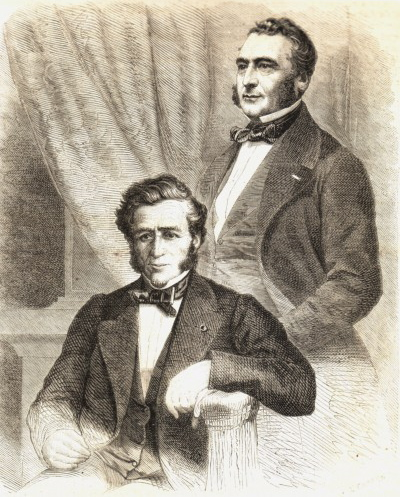
Les frères Émile et Isaac Péreire sont les fondateurs de la Compagnie générale maritime, rapidement renommée Compagnie générale transatlantique.

En 1855, les frères Péreire (Émile et Isaac) créent la Compagnie générale maritime à Granville. Déjà propriétaires de nombreuses sociétés de chemin de fer, ils s'inscrivent dans un courant d'industriels français qui se lancent dans de grandes entreprises sous l'impulsion de Napoléon III. Dans les années 1850, en effet, le besoin d'une marine marchande française est de plus en plus pressant. Les Péreire sont également à la tête d'un organisme de crédit la Société Générale de Crédit Mobilier : cette société devient le principal actionnaire de la nouvelle compagnie.
La Compagnie générale maritime est donc officiellement créée le 24 février 1855 et Adolphe d'Eichthal en devient le premier président jusqu'en 1861. La société est fondée sur le rachat de la « Terreneuvienne », entreprise de pêche à la morue créée deux ans auparavant, et qui dispose de nombreux voiliers. Les statuts de la compagnie lui donnent « pour buts toutes opérations de construction, d'armement et d'affrètement de tous navires et en général toutes opérations de commerce maritime ». De fait, les débuts de la compagnie témoignent d'une grande désorganisation : les lignes se multiplient de façon anarchique, profitant des circonstances politiques et diplomatiques. Une bonne partie du capital est ainsi épuisée. Pendant quelques années, l'armateur Antoine-Dominique Bordes est nommé administrateur extraordinaire pour tenter de redresser la compagnie.
Après cette quasi-faillite, les Péreire comprennent que, à l'exemple de la compagnie Cunard, ils ont tout intérêt à se centrer sur un service de paquebots financé par des conventions postales. Napoléon III, séduit par le concept, en propose un certain nombre à l'époque, que les Péreire refusent en les jugeant trop faibles. La ligne des Amériques se retrouve ainsi attribuée à Louis Victor Marziou, qui connaît une crise dès 1860. C'est le moment que choisit Isaac Péreire pour renégocier la convention avec l’État. Avec cette convention, la Compagnie générale maritime s'engage à desservir pendant vingt ans des lignes transatlantiques : Le Havre - New York (avec escale à Brest), Saint-Nazaire - Isthme de Panama et trois services annexes pour la Guadeloupe, le Mexique et Cayenne : à cette époque le transport de passagers et du courrier est réalisé par les mêmes navires. La compagnie s'engage de plus à construire la moitié de sa flotte en France. En contrepartie de ces engagements, l'État verse une subvention annuelle. En 1861, un décret impérial change son nom en Compagnie générale transatlantique, pour mieux correspondre à sa nouvelle fonction.

#### Les débuts difficiles du service postal (1861-1880)

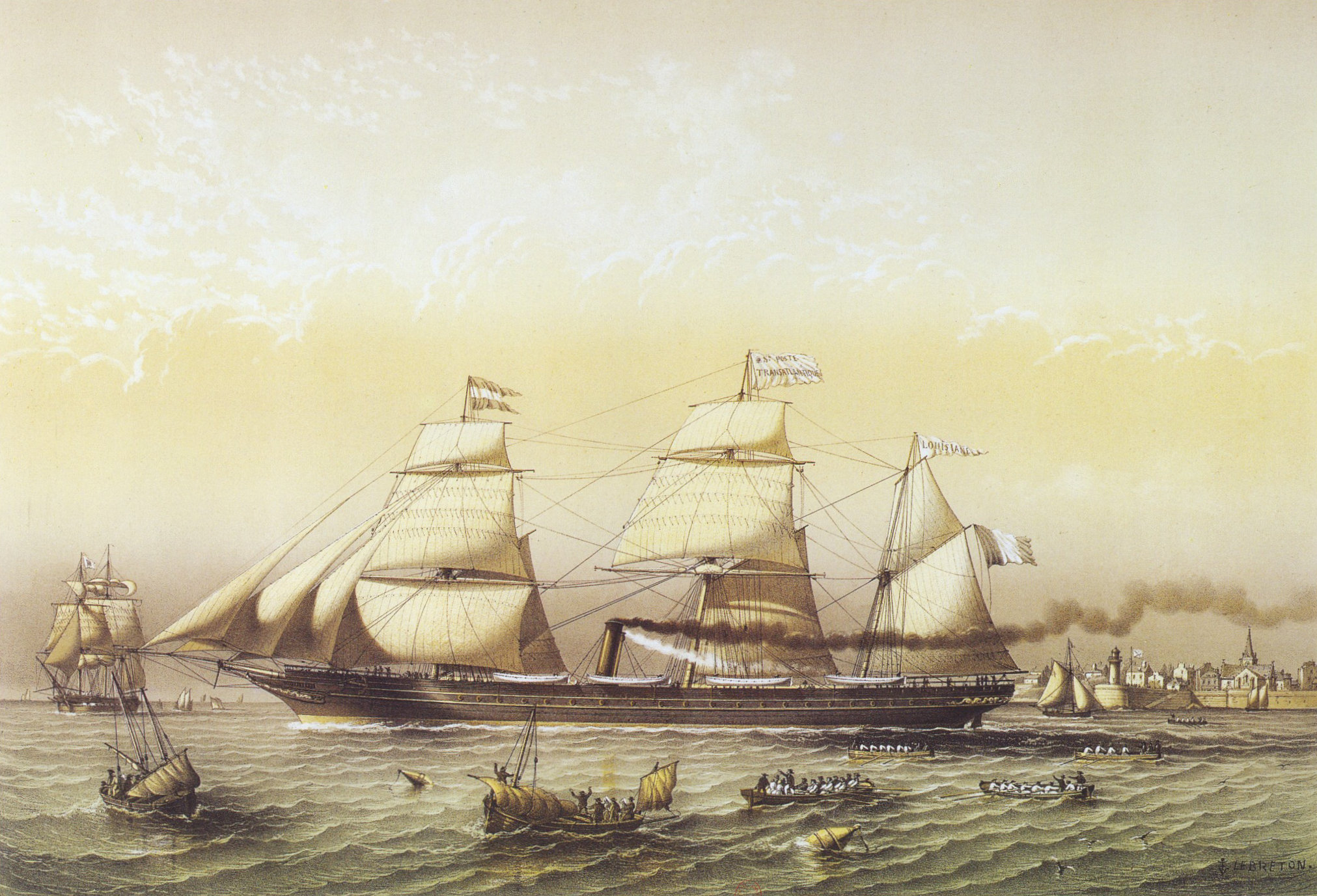
Départ de Saint-Nazaire du paquebot Louisiane pour Veracruz, inauguration de la ligne transatlantique vers le Mexique.

Pour répondre à l'impératif de construction en France, la compagnie doit se renseigner sur les chantiers locaux. La construction de six navires ayant débuté à l'étranger (notamment le Washington, premier paquebot de la ligne de New York pour la compagnie), les Péreire sont bien au fait des prix pratiqués. Or, ceux proposés en France par les chantiers de La Seyne-sur-Mer sont nettement plus élevés. Les deux entrepreneurs font l'acquisition de terres près de Saint-Nazaire et y fondent les Chantiers et Ateliers de Saint-Nazaire (mieux connus ensuite sous le nom de Chantiers de Penhoët). Ce sont des ingénieurs des chantiers écossais de John Scott qui viennent fournir leur expertise aux ouvriers et architectes français. En réalité, les chantiers ne construisent à l'époque que les coques des navires. Les machines sont, pour leur part, achetées du Creusot.
En 1862, deux ans avant la date prévue, le paquebot Louisiane inaugure la ligne vers le Mexique, première réussite de la compagnie. Cette création de ligne est particulièrement attendue par le pouvoir, dans le cadre de l'intervention française au Mexique. En 1864, c'est au tour du service postal à destination de New York d'être inauguré avec le Washington, puis, entre autres, le France (premier du nom) et l'Impératrice Eugénie. Ces navires, d'une centaine de mètres de long, présentent encore un archaïsme : ils sont équipés de roues à aubes. Trois ans plus tard, cependant, ils sont modifiés pour adopter une propulsion à hélice qui réduit la consommation de charbon. Profitant, entre autres, de la Guerre de Sécession et de l'affaiblissement de la flotte américaine, la compagnie réussit à conquérir de nouveaux marchés. Les Péreire mettent notamment en place un service spécialement destiné aux émigrants.
Cependant, la situation économique se détériore rapidement et, en 1868, les frères Péreire doivent démissionner après la crise du Crédit mobilier. À cela s'ajoute la crise mexicaine qui fait chuter les revenus de cette ligne. Les Péreire ont, avant leur départ, tenté de mettre en place, pour compenser, une ligne entre Panama et Valparaíso, mais l'entreprise s'est rapidement révélée désastreuse. La guerre franco-allemande de 1870 et les débuts incertains de la Troisième République réduisent encore le trafic et les bénéfices de la ligne transatlantique, tandis que la concurrence s'accroît. Alors que la confiance renaît et qu'un nouveau service se met en place, le Ville-du-Havre, un des fleurons de la flotte de New York, est abordé et coule en novembre 1873 en faisant 226 victimes. La situation paraît catastrophique.
C'est à ce moment-là que les frères Péreire sont appelés, en 1875, à reprendre la compagnie en main pour assurer son redressement. La même année, cependant, Émile meurt. Ce sont donc Isaac et son fils Eugène qui mènent les opérations de rétablissement. Ils étendent notamment leur activité en profitant de la quasi-absence de concurrence pour ouvrir, en 1879, un service en Méditerranée entre Marseille et Alger en 1879. Ils nomment également Antoine-Dominique Bordes, armateur célèbre, administrateur extraordinaire. La même année, la compagnie devient société anonyme.

#### Refonte de la flotte et premiers grands paquebots (1880-1904)

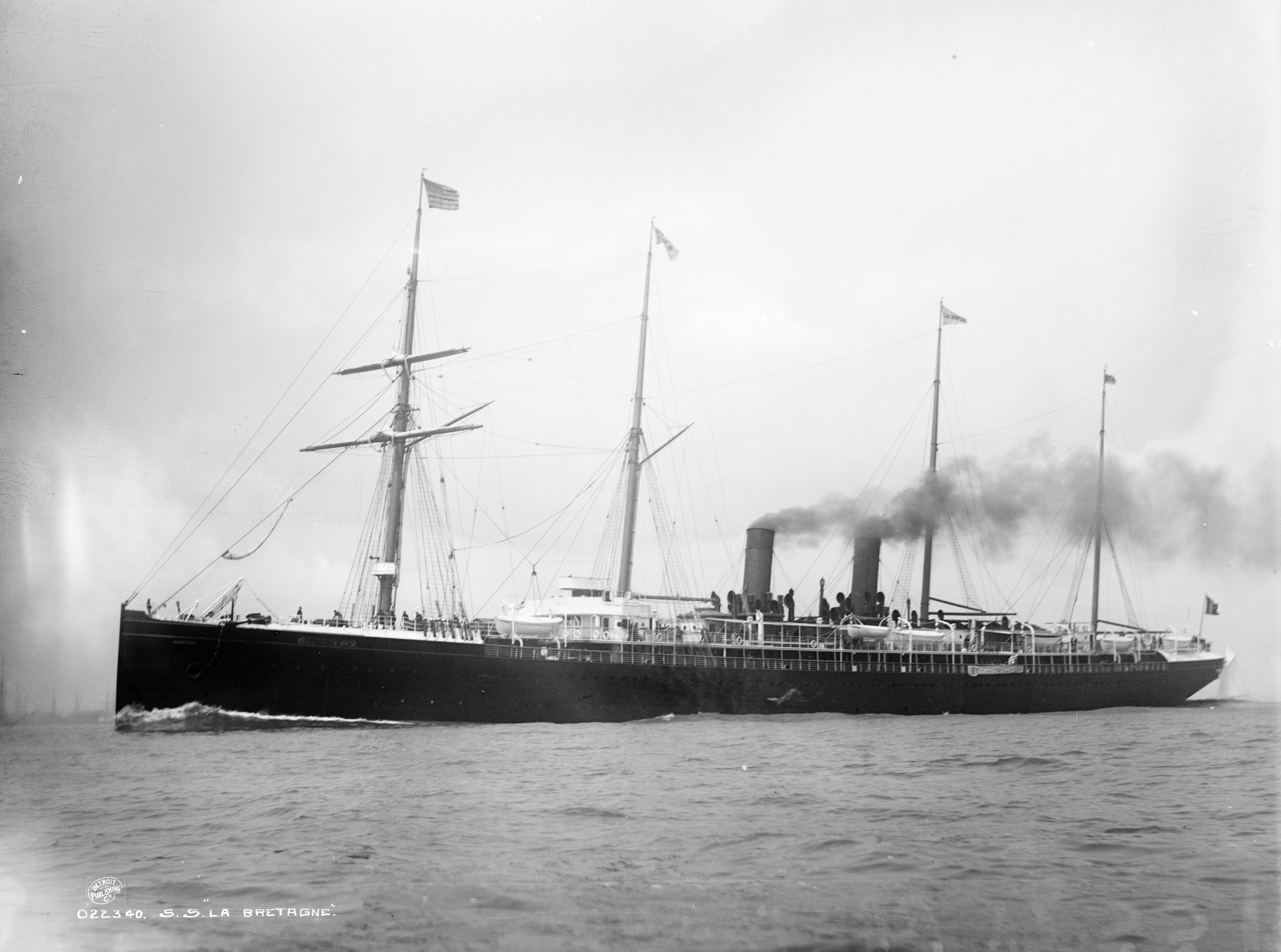
La Bretagne, l'un des quatre paquebots du service à grande vitesse mis en place en 1886.

Au début des années 1880, la nécessité se fait sentir de construire de nouveaux navires, plus actuels. Le premier, mis en cale en tant que Ville de New York, est finalement mis en service sous le nom de Normandie puis rapidement renommé La Normandie. Avec ses 145 mètres de long et ses 6 500 tonneaux de jauge brute, il est surtout un navire innovant. C'est ainsi le premier paquebot de la compagnie à être équipé d'éclairage électrique et de ponts-promenade. À la même époque apparaît la nécessité de renouveler la convention postale de 1861, avant son expiration en 1885. La commission qui s'en charge la renouvelle en 1883, à la condition que la compagnie s'équipe rapidement de quatre paquebots à grande vitesse, supérieure à 15 nœuds. C'est alors déjà le cas de La Normandie.
Ces quatre navires sont La Champagne, La Bourgogne, La Gascogne et La Bretagne, affectés à la ligne de New York courant 1886, tandis qu'une grande partie des anciens navires de la ligne sont réaffectés à la ligne de l'Amérique centrale. En dépit de ce renouvellement important, la flotte de la Transat subit la concurrence de plus en plus importante des navires étrangers. Le succès du quatuor est cependant immédiat, et les recettes doublent quasiment en quatre ans. La qualité de vie à bord de ces paquebots est également importante et contribue à la promotion de la Compagnie générale transatlantique. La White Star Line venant de mettre en service son rapide Teutonic, et l'Inman Line son City of New York, la compagnie française doit riposter. C'est ainsi qu'arrive en 1891 La Touraine. Légèrement plus grand, et surtout plus rapide que ses prédécesseurs (19 nœuds en moyenne), il reste en deçà des performances de ses concurrents (il manque, de peu, de conquérir le Ruban bleu). Il arrive cependant à point nommé pour permettre le remplacement des chaudières de La Normandie, et surtout pour profiter de l'exposition universelle de 1893 devant se dérouler en Amérique. Dès 1894, il est également utilisé pour des croisières de luxe en Méditerranée, notamment à Constantinople.

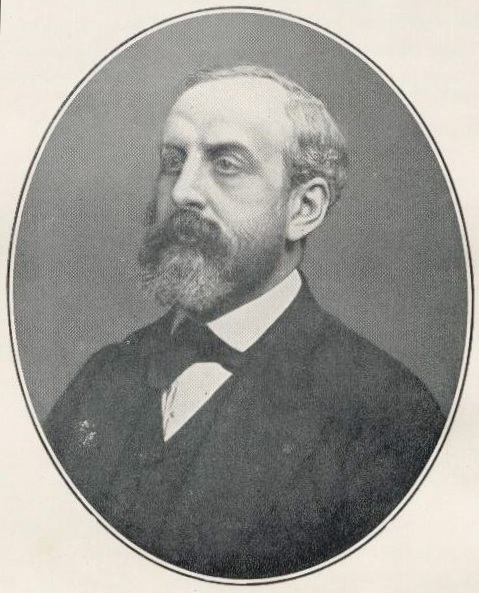
Eugène Péreire est président de la C.G.T. de 1875 à 1904.

La fin des années 1890 est cependant particulièrement défavorable à la compagnie, pour de nombreuses raisons. La guerre hispano-américaine, une crise économique et des changements de législation douanière, ainsi qu'une épidémie de choléra en France réduisent pour partie le trafic, tandis que de nouveaux paquebots de plus en plus imposants voient le jour à l'étranger, comme le Kaiser Wilhelm der Grosse et l'Oceanic. À cela s'ajoutent plusieurs catastrophes maritimes, notamment l'abandon du Ville de Saint-Nazaire (1897) et la disparition du cargo Pauillac dont il fut révélé qu'il avait été racheté à bas prix à une autre compagnie et était en mauvais état. Pire encore pour la compagnie est le naufrage de son paquebot La Bourgogne en 1898, qui fait 568 victimes. Plus grande catastrophe connue par la compagnie, elle fait une forte impression à l'opinion, qui juge rapidement que la Transat a un certain nombre de responsabilités dans le drame.
En parallèle de cela, la compagnie peine à renouveler son matériel. Dès la fin du XIXe siècle, La Touraine, fleuron de la flotte, est nettement dépassé. Le renouvellement nécessaire de la convention postale, pour s'adapter aux nouvelles exigences du marché, peine à venir, et n'est effectué qu'au tournant des années 1897/1898. Ce n'est qu'alors que peuvent être mis en chantier les nouveaux navires La Lorraine et La Savoie, qui entrent en service en 1900 et 1901. Bien que nettement plus gros que La Touraine, avec 170 mètres et 11 000 tonneaux, ils peinent à concurrencer par leur taille des navires comme le Celtic, qui affichent cependant une vitesse bien inférieure.
Un dernier problème croissant est lié à la personnalité même du président Eugène Péreire, quasiment aveugle et sourd, et jugé de plus en plus sénile. Il est finalement évincé en 1904 tandis que le conseil d'administration est renouvelé. C'est la fin du règne de la famille Pereire sur l'entreprise. Succèdent deux hommes qui marquent la société de leur empreinte pour les décennies à venir, le président Jules Charles-Roux, et l'administrateur John Dal Piaz.

### De la vitesse au luxe (1904-1928)

#### La présidence de Jules Charles-Roux (1904-1914)

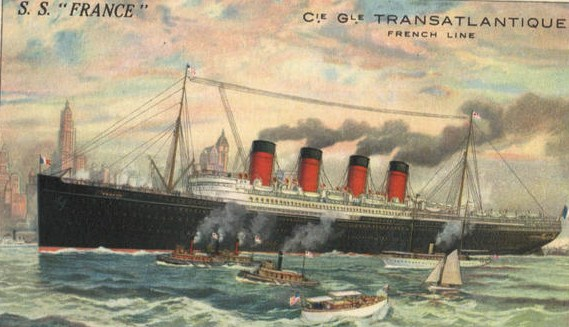
Le France est l'un des fleurons de la Transat, mis en service en 1912.

L'arrivée de la nouvelle direction menée par Jules Charles-Roux entraîne une nouvelle politique de reconquête de la clientèle qui s'est détournée de la compagnie. Charles-Roux met à profit plusieurs voyages aux États-Unis pour rencontrer de nombreux industriels fortunés et gagner leur fidélité sur ses navires. Dans le même ordre d'idées, il décide d'un changement de politique en ciblant une nouvelle clientèle. La course à la vitesse semble être une idée de moins en moins pertinente, le prix du charbon ne rendant pas les grandes vitesses rentables. Charles-Roux, et la plupart des ingénieurs le rejoignent sur ce point, considère que la vitesse des paquebots a atteint un palier qui ne pourra être dépassé que par un changement technologique. La White Star Line a, d'ailleurs, fait le même constat quelques années auparavant en mettant en service ses Big Four.
Les derniers projets de l'ancienne direction se concrétisent au cours de ces années, notamment le paquebot La Provence. Troisième navire construit selon la convention postale de la fin du XIXe siècle, il est nettement plus grand que ses prédécesseurs (190 mètres, 13 000 tonneaux). Il atteint des vitesses très honorables à sa mise en service, en 1906 : il réussit en effet à battre un des paquebots les plus rapides du monde, le Deutschland, au cours d'une course médiatisée entre les familles Rockefeller et Vanderbilt. Une clientèle fortunée est donc progressivement acquise, tandis que les innovations apparaissent. La Provence est ainsi le premier paquebot de la compagnie à être équipé de télégraphie sans fil. Cela permet aux passagers de communiquer avec la terre ferme, mais surtout de recevoir les nouvelles du monde à bord. Un journal quotidien est créé, L'Atlantique, à destination des passagers.
À la même époque, la Compagnie générale transatlantique se lance dans le trafic de marchandises en mettant en service une flotte de cargos de plus en plus gros, sur la ligne de l'Afrique du Nord, mais aussi celle de New York, et surtout celle de l'Amérique centrale, qui rapporte un certain nombre de produits exotiques. Le poids des marchandises transportées par la compagnie triple entre 1903 et 1913. Le transport des émigrants est également développé par la Transat. Si la France n'est pas, en elle-même, une terre d'émigration, la compagnie profite des améliorations des conditions obligatoires pour le transport des migrants ; à partir de 1907, elle est la cinquième compagnie mondiale pour le transport de migrants vers les États-Unis, et la deuxième dans le sens inverse.

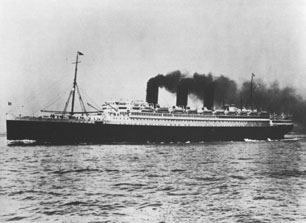
Le Paris, mis en construction en 1913, n'est pas mis en service avant 1921 à cause de la Guerre.

En 1912, la compagnie met en service un nouveau paquebot, le France, seul paquebot français à quatre cheminées. S'il reste nettement en deçà de ses concurrents du point de vue de la taille, il affiche une vitesse moyenne de 24 nœuds très appréciable à l'époque, et 210 mètres de long. Son luxe lui vaut d'être surnommé le « Versailles des mers », et le navire fidélise rapidement une clientèle fortunée. Pour séduire les passagers moins aisés, la compagnie lance également un nouveau type de paquebots, en 1908 avec le Chicago, puis en 1911 avec le Rochambeau. Plus petits et moins rapides, ces paquebots coûtent moins cher à la compagnie qui les utilise principalement pour les migrants, auxquels ils proposent des services souvent supérieurs aux grands paquebots de l'époque. La recette se révèle rapidement efficace, et ce type de navire s'impose rapidement aux côtés de plus imposants paquebots rapides qui forment la vitrine de la flotte.
Durant l'été 1913, une nouvelle convention postale est établie, demandant la construction de trois nouveaux paquebots avant 1932. Le premier, le Paris, est aussitôt mis en chantier à Penhoët, et s'annonce nettement plus imposant que son prédécesseur, notamment en ce qui a trait aux transports d'émigrants. Le navire est attendu pour 1916, mais le conflit retarde énormément sa mise en service. Cette décennie sous la gouvernance de Charles-Roux est dans l'ensemble particulièrement prospère : les recettes des lignes principales doublent quasiment entre 1905 et 1913. Cependant, les coûts d'exploitation vont également croissant, la flotte comptant à l'orée de la guerre pas moins de 84 navires. Ses résultats restent comparables à ceux de ses concurrents, et la Transat s'impose comme la première compagnie française.

##### Affaire Jules Durand
En 1910, alors que la grève des charbonniers du Havre est très suivie, la Transatlantique placarde sur les quais des affiches incendiaires, mobilise l'Union corporative antirévolutionnaire, le syndicat « jaune », et exige de la police qu'elle protège la « liberté du travail ». Les incidents se multiplient : confrontation avec la police, sabotages nocturnes, bagarres entre grévistes et non-grévistes, etc. Le 10 septembre, Louis Dongé, un « jaune », est tué au cours d'une bagarre entre ivrognes. Les responsables locaux de la Transat saisissent l'occasion pour neutraliser la grève : Jules Durand, secrétaire du syndicat des charbonniers du Havre, se voit accusé par de faux témoins achetés par l'entreprise d'avoir fait voter par son syndicat l'assassinat de Louis Dongé. La grève qu’il menait depuis trois semaines s’interrompt brusquement.
À Paris, la presse s'enflamme. Les journaux conservateurs ou patronaux (Le Temps, L'Aurore, Le Capitaliste, etc) dénoncent un « retour à la barbarie » et réclament des mesures énergiques contre les syndicalistes. Le gouvernement se déclare prêt à « recourir à l'illégalité » contre les grèves insurrectionnelles.
À l'issue du procès, Jules Durand est condamné à mort. Toute la gauche se mobilise, du socialiste Jean Jaurès à l'anarchiste Sébastien Faure, en passant par le syndicaliste Georges Yvetot ou Paul Meunier. Partout en France, des foules vont défiler contre la « justice de classe » et des centaines de réunions publiques sont organisées. À l'international (Italie, Royaume-Uni, États-Unis, Australie, etc) des grèves et des rassemblements sont menés en soutien à Durand. Sous pression, le président Armand Fallières commue la peine à sept ans d'emprisonnement. Les mobilisations ne faiblissant pas, Durand est libéré le 16 février 1911. Il a cependant perdu la raison au cours de sa captivité. Choqué par sa détention et sa condamnation, il est sujet au délire de persécution, ne reconnait plus ses proches et se frappe la tête contre les murs. Il est placé en asile psychiatrique jusqu'à la fin de ses jours, en avril 1926, et son innocence est officiellement reconnue en 1918.

#### La Transat durant la Première Guerre mondiale (1914-1920)

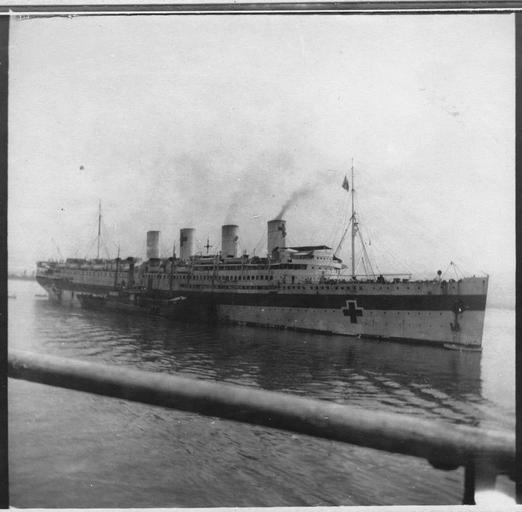
Durant le conflit, le France est transformé en navire hôpital.

Lorsqu'éclate la Première Guerre mondiale en août 1914, l'activité de la compagnie est brusquement stoppée. Consigne est donnée aux navires stationnés dans les ports d'y rester jusqu'à nouvel ordre. Cependant, la pression de la clientèle est forte, de nombreux Américains étant désireux de quitter l'Europe. La Transat prend finalement la décision d'assurer, à ses risques et périls, deux traversées dans ce but, par le Chicago et le France. L'opération est judicieuse : ce dernier fait ici la plus grande recette de sa carrière. L'arrêt de l'activité reste toutefois assez bref. Le gouvernement insiste en effet pour que le service postal soit maintenu. Après une vague massive de départs pour l'Amérique, le nombre de passagers s'infléchit de façon radicale. Le France est mis au repos tandis que des navires plus petits comme l'Espagne (à l'origine affecté à l'Amérique centrale), le Chicago, le Rochambeau et d'anciens navires comme La Touraine le remplacent sur la ligne de New York.
La plus grande participation de la compagnie se fait cependant du point de vue des opérations militaires. Trente-sept navires, soit les deux cinquièmes de la flotte, sont réquisitionnés. Suivant l'exemple des Britanniques et des Allemands, la Transat avait conçu un certain nombre de ses grands paquebots pour servir de croiseurs auxiliaires. C'est le cas de La Provence, La Savoie, La Lorraine et La Touraine, qui sont réquisitionnés dès le début du conflit pour assurer le blocus de l'Allemagne. Les deux derniers sont cependant rapidement renvoyés au service postal.
Le conflit s'étendant au Proche-Orient, la flotte devient nécessaire en Méditerranée. Plusieurs navires comme le Charles-Roux et le France sont transformés en navires-hôpitaux afin de recueillir les blessés. Ce dernier est également utilisé pour faire venir des troupes d'Amérique. Enfin, les paquebots et cargos qui poursuivent leur service commercial rapportent en Europe de nombreuses marchandises nécessaires à l'effort de guerre.
Le conflit entraîne un grand nombre de pertes pour la Transat. La guerre sous-marine, notamment, a coûté un lourd tribut. Trente navires disparaissent dans le conflit, que la compagnie peine à remplacer par des cargos achetés à la va-vite pour continuer à soutenir l'effort de guerre. Les navires survivants sont, pour leur part, en mauvais état. La plus grosse perte est celle de La Provence, deuxième plus grand navire de la compagnie, qui sombre en 1916 avec plus de 1 000 victimes.
Dès la fin du conflit, un vaste et coûteux programme de reconstruction doit être lancé, notamment par des commandes en Angleterre. Une nouvelle ère s'ouvre de fait pour la compagnie, sentiment renforcé par la mort, en 1918, de Jules Charles-Roux. Après un intermède de deux ans assuré par Gaston de Pellerin de Latouche qui meurt lui-même en 1920, la présidence est reprise par un homme de plus de prestance, John Dal Piaz, qui a déjà connu une brillante carrière au sein de la compagnie depuis son entrée au service d'Eugène Péreire,.

#### Présidence de John Dal Piaz (1920-1928)
À la suite du conflit, la priorité de la Transat est de renouveler sa flotte. Comme dommage de guerre, elle hérite de quelques navires mineurs (trois petits paquebots et trois cargos) qui ne lui rapportent jamais vraiment de bénéfices. La construction du Paris est terminée en 1921, afin de doter la compagnie d'un nouveau navire amiral, tandis que plusieurs navires sont construits entre 1921 et 1924, dont le Cuba, à destination de l'Amérique centrale, et le De Grasse, mis en service dans la continuité du Rochambeau. Un bon nombre de cargos sont également construits dans la décennie, portant le nombre de navires de la Transat à la centaine, à la fin des années 1920. L'activité de la compagnie se renforce par ailleurs avec une place prépondérante dans de nombreuses compagnies plus petites, mais aussi au sein des chantiers de Penhoët. Après la Guerre, les principaux navires de la CGT, notamment le Paris, bénéficient d'un afflux de migrants d'Europe centrale, tout en gagnant la fidélité d'une clientèle fortunée. Certaines cabines de luxe du France vont jusqu'à être mises aux enchères. En 1924, les lois sur l'immigration aux États-Unis rendent la troisième classe moins rentable. Les compagnies doivent modifier leurs navires. La Transat se retrouve donc avec un matériel plus adapté aux circonstances, n'ayant pas la vaste troisième classe de navires comme le Berengaria. Cependant, le matériel de la compagnie fait pâle figure face aux flottes de la Cunard et de la White Star Line, et il est rapidement décidé de construire un nouveau navire.
En 1927 est donc mis en service l'Île-de-France, paquebot légèrement plus grand que le Paris, mais réactualisé. La première classe y occupe une plus grande place, tandis que la place réservée aux immigrants est drastiquement réduite. Dans le désir de toujours raccourcir le temps de livraison du courrier, la compagnie via sa filiale la Société transatlantique aérienne, équipe le paquebot d'une catapulte à hydravion, afin que les sacs postaux arrivent une journée avant le navire. Le paquebot, particulièrement luxueux, séduit le public qui le surnomme « Rue de la Paix de l'Atlantique ». John Dal Piaz met également en valeur la ligne de l'Afrique du Nord avec des paquebots comme le Lamoricière. Afin de diversifier l'activité de l'entreprise, Dal Piaz crée en 1925, la Société des Voyages et Hôtels Nord Africains afin de proposer des circuits touristiques à la clientèle. Le système atteint son apogée à la fin des années 1920.
Alors que la compagnie connaît un véritable âge d'or et accroît massivement sa clientèle, en profitant notamment de la Prohibition qui pousse les passagers américains à voyager sur les paquebots français, John Dal Piaz meurt, en juin 1928, après une courte maladie. Cette mort soudaine déstabilise la compagnie, qui choisit l'industriel André Homberg pour lui succéder.

### Crise économique et Seconde Guerre mondiale (1929-1960)

#### LeNormandieface à la Grande dépression (1929-1939)

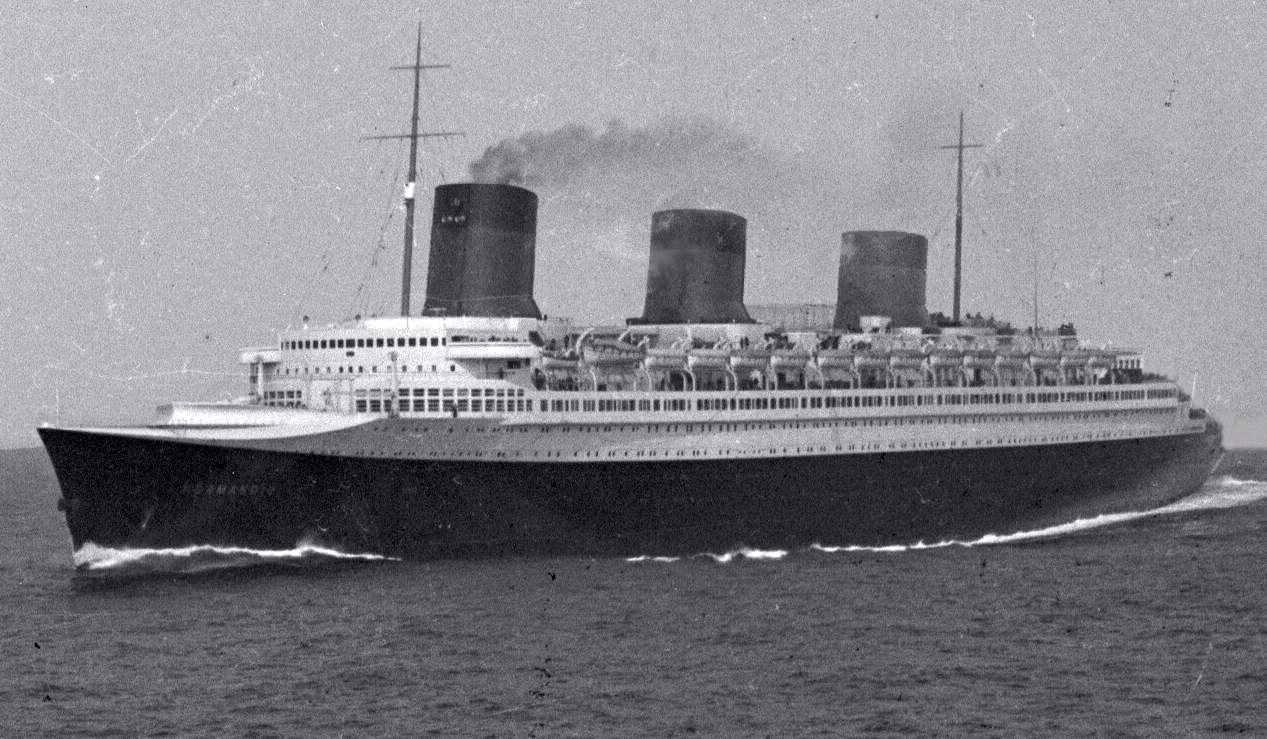
Le Normandie contribue fortement à l'amélioration du prestige de la Transat dans les années 1930.

Peu avant de mourir, Dal Piaz avait posé les bases d'un programme de rajeunissement de la flotte dont hérite son successeur. Il s'agit notamment, sur la ligne transatlantique, de remplacer le France et le Rochambeau. Pour ce dernier, est mis en construction pour 1932 le Champlain, plus gros cabin-ship (navire moins rapide et plus petit que les grands paquebots de ligne) au monde, mais aussi le Lafayette, plus petit. Le Colombie est mis en service sur la ligne de l'Amérique centrale. Par ailleurs, de nombreux cargos sont construits, notamment la série des San. Enfin, des études sont lancées pour concevoir le nouveau navire de la ligne de New York, alors nommé « super Île-de-France » ou encore « T6 ». Des emprunts sont faits pour assurer ces dépenses nombreuses.
Ces projets sont lancés lorsqu'éclate la Grande Dépression. Les recettes de la compagnie s'effondrent, ses dépenses s'accroissent, et la Transat se retrouve au bord de la faillite, obligée d'en appeler à l’État, notamment pour renégocier sa convention postale. En effet, le T6 ne pourra en aucun cas être terminé en 1932, comme convenu. L'État accepte de prêter assistance à la compagnie, à condition que celle-ci devienne société d'économie mixte. L'entreprise est un temps placée entre les mains de Raoul Dautry, avant d'être remise à deux hommes choisis par l’État, le gouverneur général Marcel Olivier nommé président, et Henri Cangardel qui en devient l'administrateur-directeur général. Un assainissement des finances est entrepris, tandis que le matériel est rentabilisé. Les paquebots les plus anciens, comme le France, sont démolis, d'autres comme le Paris effectuent des croisières à la morte saison. Quant à la convention postale, elle est renégociée de façon plus favorable à la compagnie.
À la même époque, la construction du T6, devenu entre-temps le Normandie, est controversée. Pour une part de l'opinion, l'argent pourrait être mieux utilisé. Cependant, l'investissement déjà réalisé est tel que la compagnie perdrait à arrêter les travaux. Alors que la construction du navire s'achève, en 1935, Cangardel, Olivier, ainsi que l'ingénieur Jean Marie, se livrent à un difficile exercice médiatique à grand renfort de conférences pour vanter les mérites du navire. Commandé par le Capitaine Pierre-Louis Thoreux, le paquebot remporte le record de vitesse et le Ruban bleu lors de sa traversée inaugurale. Pour la première fois, la France possède le plus gros paquebot jamais construit, et le plus rapide. Le prestige ainsi acquis parvient à satisfaire la presse, tandis que la compagnie remonte la pente, la crise s’apaisant. L'année suivante, une importante concurrence s'engage avec la Cunard Line et son paquebot Queen Mary, les deux navires ayant des performances voisines. La Transat se retrouve ainsi sur le devant de la scène, directement confrontée à l'une des plus prestigieuses compagnies de paquebots au monde.

#### Seconde Guerre mondiale (1939-1945)

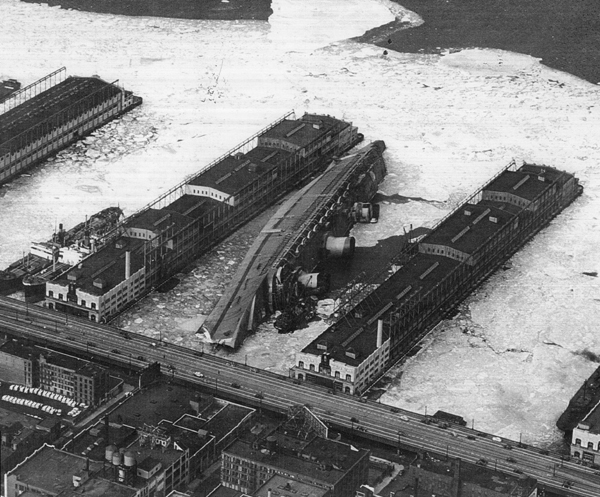
Le naufrage du Normandie est le plus lourd tribut que paye la Transat durant le conflit.

Avec le début de la Seconde Guerre mondiale en 1939, la compagnie se voit appelée à participer à l'effort de guerre. Par sécurité, les grands paquebots comme le Normandie et l'Île-de-France sont stationnés dans le port de New York, puis, le conflit semblant devoir être une guerre d'usure, le trafic reprend normalement pour la plupart des navires mineurs de la compagnie, malgré les opérations maritimes de l'Allemagne, notamment sous-marines. La débâcle de juin 1940 n'en est que plus douloureuse. Le nouveau régime réorganise rapidement la direction de la société, écartant Jean Marie (président depuis 1939) au profit d'Henri Cangardel. Le conflit a, d'ores et déjà, causé des dégâts. Le Champlain a ainsi explosé sur une mine. Qui plus est, la guerre ayant interrompu tout trafic sur l'Atlantique, la majorité de l'activité de la compagnie se centre sur la ligne de l'Afrique du Nord.
Tous les navires ne sont cependant pas soumis au régime de Vichy. Resté à New York, le Normandie est sous étroite surveillance des autorités américaines qui craignent des sabotages. À la suite de l'attaque de Pearl Harbor, le gouvernement américain réquisitionne le navire pour soutenir l'effort de guerre. Il brûle accidentellement lors de sa conversion en transport de troupes, en février 1942. Le plus grand navire de la Transat se retrouve inutilisable après seulement quatre années de service commercial. L'Île-de-France, de son côté, comme un certain nombre des navires de la compagnie, bénéficie de la fibre résistante de son État-major, qui parvient à le faire naviguer pour le compte des forces de la France Libre et du Royaume-Uni. Durant le conflit, le paquebot transporte 300 000 soldats, tant dans l'Atlantique que dans l'océan Indien.
Avec la Libération, Henri Cangardel est à nouveau remplacé par Jean Marie, tandis que vient le temps du bilan. Des grands paquebots, ne reste que l'Île-de-France (le Paris ayant brûlé peu avant le conflit), et encore, lui faut-il subir une profonde refonte après son service de guerre. En tout, la Transat a perdu 13 paquebots et 40 cargos, représentant 60 % de chacune des deux catégories. Les deux tiers de la flotte sont au fond de l'eau. À la fin du conflit, le temps est donc à la reconstruction.

#### Reconstruction d'une flotte (1945-1960)

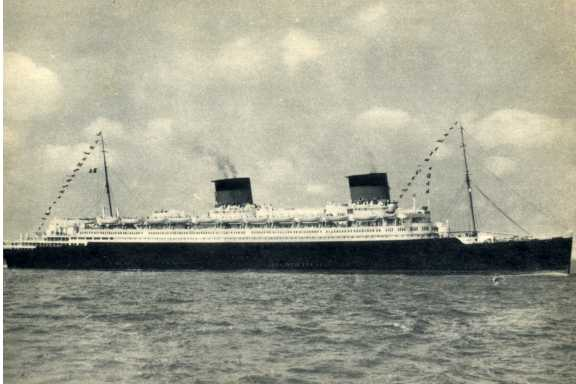
Le Liberté, ancien paquebot allemand, devient le vaisseau amiral de la Transat dans les années 1950.

Pour Jean Marie, la tâche est vaste. L'Île-de-France étant en travaux de restauration, et les autres grands navires de la Transat étant coulés, la compagnie ne peut assurer son service transatlantique. Elle renfloue donc les navires qui peuvent l'être, à commencer par le De Grasse, qui est remis en service dès 1947. L'Île-de-France le rejoint en 1949. Afin de remplacer la perte du Normandie, dont ils sont responsables, les États-Unis cèdent à la Transat un paquebot pris aux Allemands, l'Europa qui devient le Liberté. Un accident dans le port du Havre avant sa refonte entraîne un semi-naufrage. Le Liberté, totalement refondu dans les chantiers de Penhoët, n'entre en service qu'en 1950.
Afin de remplacer le grand nombre de cargos perdus durant le conflit, la Transat récupère notamment un total de trente-deux Liberty ships. L'État s'implique également dans les constructions, en finance certaines tandis que la compagnie en lance d'autres, principalement pour rétablir sa flotte de cargos. Avec la reconstruction du pays et notamment de ses ports, la Transat transporte de nombreuses tonnes de fret, le transport de marchandises devenant son activité principale.
Le 14 avril 1947, la compagnie est victime d'un nouveau désastre. Le Grandcamp, un de ses liberty ships, chargé de nitrate d'ammonium, explose à Texas City, dans l'une des plus graves catastrophes industrielles de l'époque.
Du point de vue du trafic de passagers, la reprise se fait graduellement. D'abord lente à la fin des années 1940, elle se fait plus forte la décennie suivante. En 1952, le Liberté et l'Île-de-France transportent plus de passagers que n'en avaient embarqué les cinq plus grands navires de la flotte en 1938. Les lignes des Antilles et de l'Afrique du Nord, malgré l'importance croissante du transport aérien, réussissent à bénéficier d'une clientèle stable. La direction de la Transat, et en particulier son président Jean Marie, restent cependant persuadés que l'avion et le paquebot sont appelés à avoir des rôles complémentaires, l'un proposant un transport rapide, et l'autre un voyage confortable pour des passagers plus nombreux. Les chiffres semblent, dans un premier temps, lui donner raison. Le nombre de passagers augmente, et la part de l'avion reste modérée.
Cependant, le matériel de la Transat est ancien, et de capacité inférieure à ce qui se fait à l'étranger. Difficile, en particulier, de concurrencer le Queen Mary et le Queen Elizabeth de la Cunard Line, ou de nouveaux paquebots tels que l'United States ou l'Andrea Doria. Face à eux, la compagnie française ne répond, dans un premier temps, que par le Flandre, paquebot plus petit destiné à remplacer le De Grasse, et son jumeau, l'Antilles, affecté à l'Amérique centrale. Progressivement, les bénéfices diminuent tandis que les navires prennent de l'âge. La construction d'un nouveau paquebot d'ampleur est donc envisagée par Jean Marie.

### Le France et les derniers feux (1960-1974)

#### Le France, un succès en demi-teinte (1960-1974)

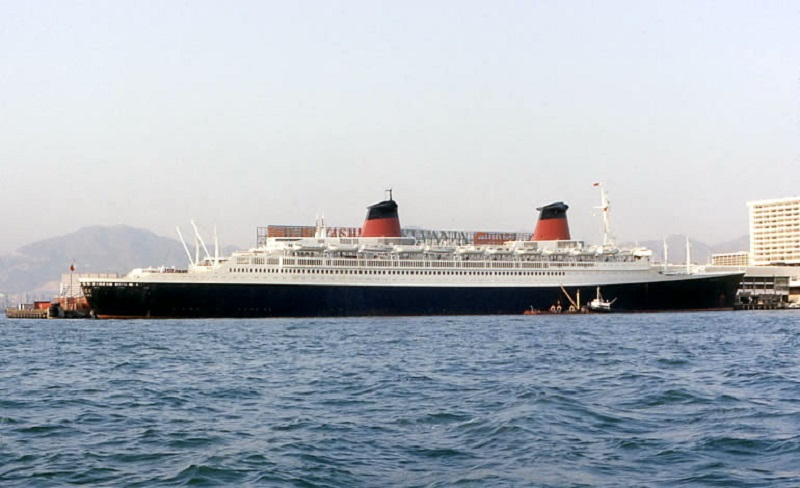
Le France est, dans les années 1960 et 1970, le dernier transatlantique français.

La flotte de la Transat vieillit. En 1959, après trente-deux ans de service et malgré une grande popularité, l'Île-de-France est envoyé à la casse. Le Liberté atteint pour sa part ses trente ans en 1960, alors que la durée de vie des paquebots spécifiée par la convention postale était de vingt-cinq ans. Pour Jean Marie, il est primordial de donner à la Compagnie générale transatlantique un nouveau navire pour porter fièrement son pavillon tout en assurant seul le trafic jusque-là réalisé par deux à trois navires. C'est la naissance du paquebot France qui est lancé en 1960 devant le général De Gaulle, puis mis en service en 1962. Le navire est voulu grand, et rapide. En effet, les trois grands paquebots de plus de 30 nœuds (Queen Mary, Queen Elizabeth et United States), cumulent près du quart du transport maritime, face à la soixantaine de paquebots plus petits. Le France fait également l'erreur de consacrer 80 % de sa capacité à la classe touriste ; or, alors que le transport aérien gagne 80 % de ceux qui traversent l'Atlantique, les passagers peu fortunés privilégient vite l'avion.
À la même époque, la compagnie connaît de grands changements à sa direction. Jean Marie, dont le départ à la retraite est prévu en 1961, doit être remplacé. Son directeur général, Edmond Lanier, est pressenti à la succession, mais c'est le président des Messageries maritimes, Gustave Anduze-Faris, qui accède au poste, avant de partir lui-même à la retraite en 1963. Il est remplacé par Pierre Renaud, qui part en 1964. Lanier devient alors président, pour près de dix ans.
Depuis plusieurs années déjà, la compagnie exploite en grande majorité des cargos. Cependant, pour le président Lanier, la défense du France comme symbole de la compagnie est primordiale, tandis que les déficits d'exploitation du navire se creusent à partir du milieu des années 1960. Diverses solutions sont envisagées : le départ des traversées est fixé au vendredi, l'arrivée au mardi, ce qui inclut le week-end, des offres permettent un aller en paquebot et le retour en avion ; mais la ligne transatlantique régulière perd en bénéfices, et les navires qui la sillonnent sont de plus en plus rares. Plusieurs croisières sont organisées, notamment la croisière « Impériale » pour célébrer le bicentenaire de la naissance de Napoléon Bonaparte, ou encore les deux grandes croisières autour du monde organisées en 1972 et 1974. Cependant, le navire, adapté au climat froid de l'Atlantique Nord, n'est pas conçu pour les chaleurs tropicales, et une exploitation à plein temps comme paquebot de croisière se révélerait coûteuse.

#### Fin de la Transat (1974-1977)

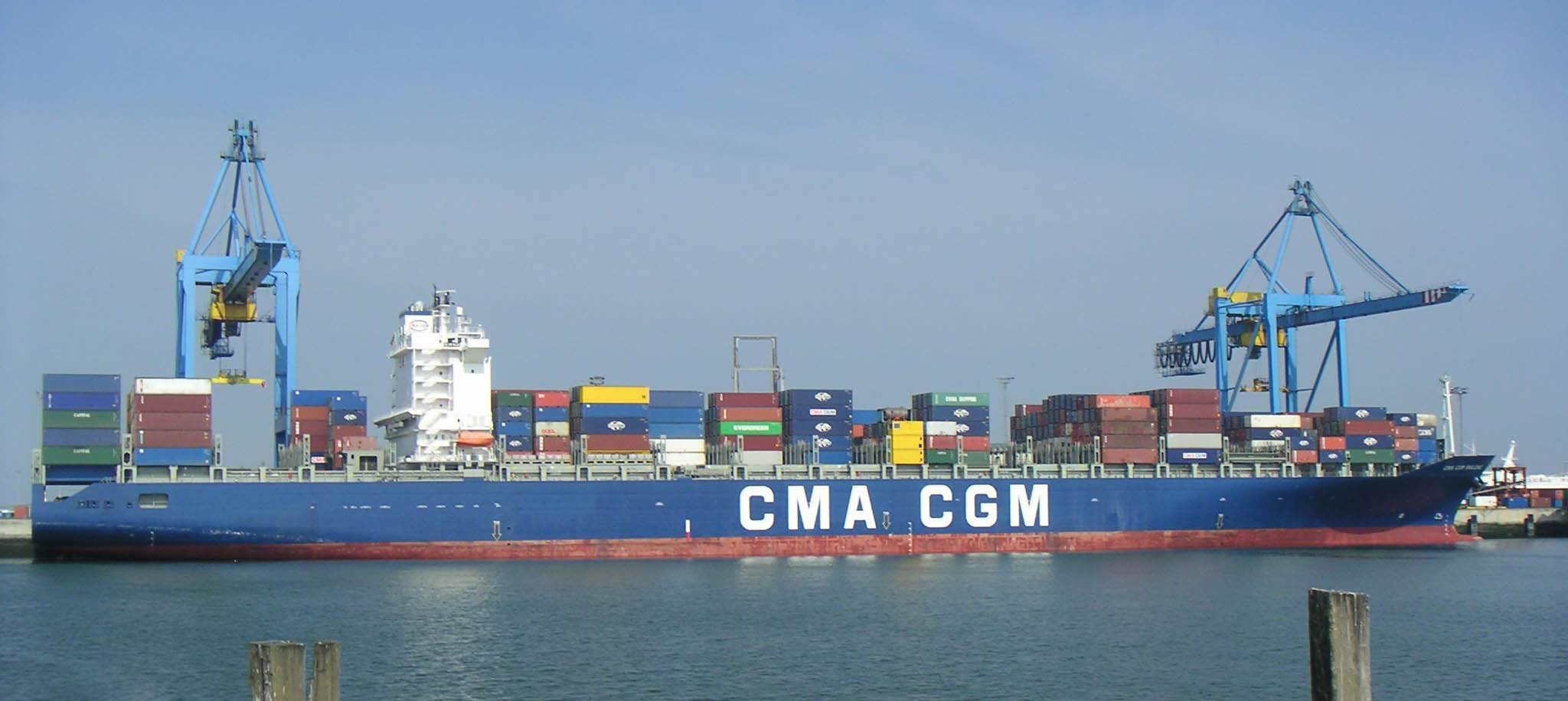
La CMA - CGM, héritière de la Compagnie générale maritime formée, en partie, par la Transat, est une des plus grandes compagnies de porte-conteneurs au monde.

À la suite du choc pétrolier de 1973, l'exploitation du France devient encore moins rentable. L’État renonce en février 1974 à la subvention compensatoire qui permettait au paquebot de continuer à naviguer. Edmond Lanier, son principal défenseur, a pris sa retraite en septembre 1973, et meurt en octobre de l'année suivante. Dans le même temps, en septembre 1974, alors que le France termine au Havre sa dernière traversée, l'équipage se mutine. Le navire est finalement désarmé à la fin du mois d'octobre. Le dernier paquebot de la Compagnie générale transatlantique cesse de naviguer.
Dans le même temps, la compagnie vit ses dernières heures en tant que telle. Depuis déjà le milieu des années 1950, elle consacre une part de plus en plus importante au trafic de fret ; il convient d'achever la transformation. En décembre 1973 est créée par décret la Compagnie générale maritime. Dès l'année suivante, l’État cède à la CGM toutes les actions qu'il détenait de la Transat, ainsi que de la Compagnie des messageries maritimes, dont l'activité a été fortement atteinte par la décolonisation et l'avènement du transport aérien. Le 23 février 1977, les deux compagnies fusionnent. La Compagnie générale maritime entame une nouvelle vie dans le domaine plus lucratif des porte-conteneurs.
En 1969, déjà, les lignes méditerranéennes de la société, fusionnées avec celles de la Compagnie de navigation mixte, avaient abouti à la création de la Compagnie générale transméditerranéenne (CGTM) qui deviendra plus tard la Société nationale maritime Corse Méditerranée (SNCM). En 1996, la CGM fusionne avec la Compagnie Maritime d’Affrètement, devenant la CMA-CGM, et l'une des plus grandes entreprises mondiales de transport de fret conteneurisé par voie maritime.

### Liste des présidents de la Compagnie générale transatlantique

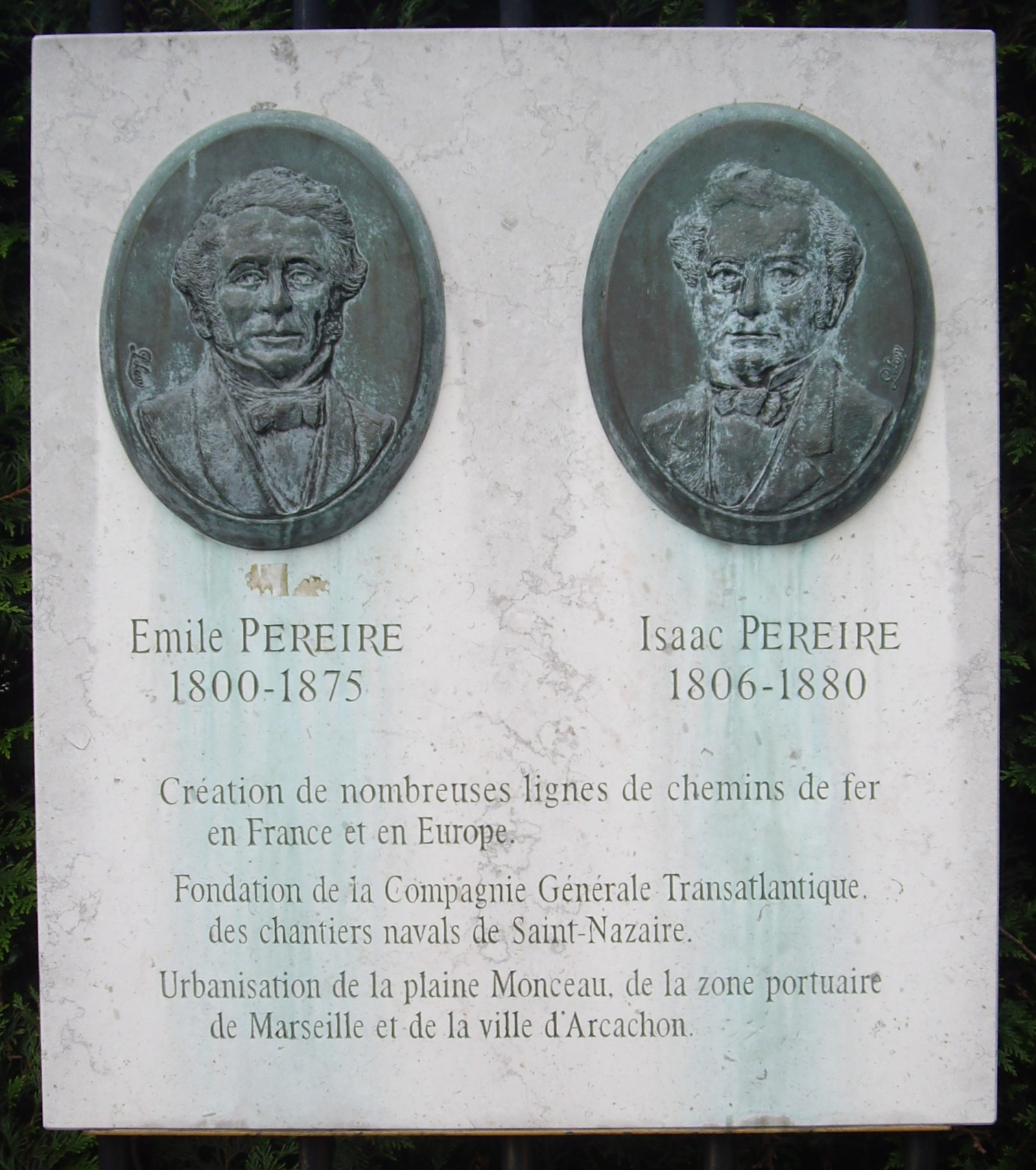
Les frères Péreire, fondateurs de la Compagnie générale transatlantique, représentés sur une plaque commémorative à Paris.

Les présidents de la compagnie sont :
- Compagnie générale maritime
  - Adolphe d'Eichthal : 1855-1861
- Compagnie générale transatlantique
  - Émile Pereire : 1861-1868
  - Mathieu Dollfus : 1869-1871
  - Édouard Vandal : 1871-1875
  - Eugène Péreire : 1875-1904
  - Jules Charles-Roux : 1904-1918
  - Gaston de Pellerin de Latouche : 1918-1920
  - John Dal Piaz : 1920-1928
  - André Homberg : 1928-1931
  - Raoul Dautry : 1931-1932
  - Marcel Olivier : 1932-1939
  - Jean Marie : 1939-1940
  - Henri Cangardel : 1940-1944
  - Jean Marie : 1944-1961
  - Gustave Anduze-Faris : 1961-1963
  - Pierre Renaud : 1963-1964
  - Edmond Lanier : 1964-1973

## Activité

### Lignes desservies

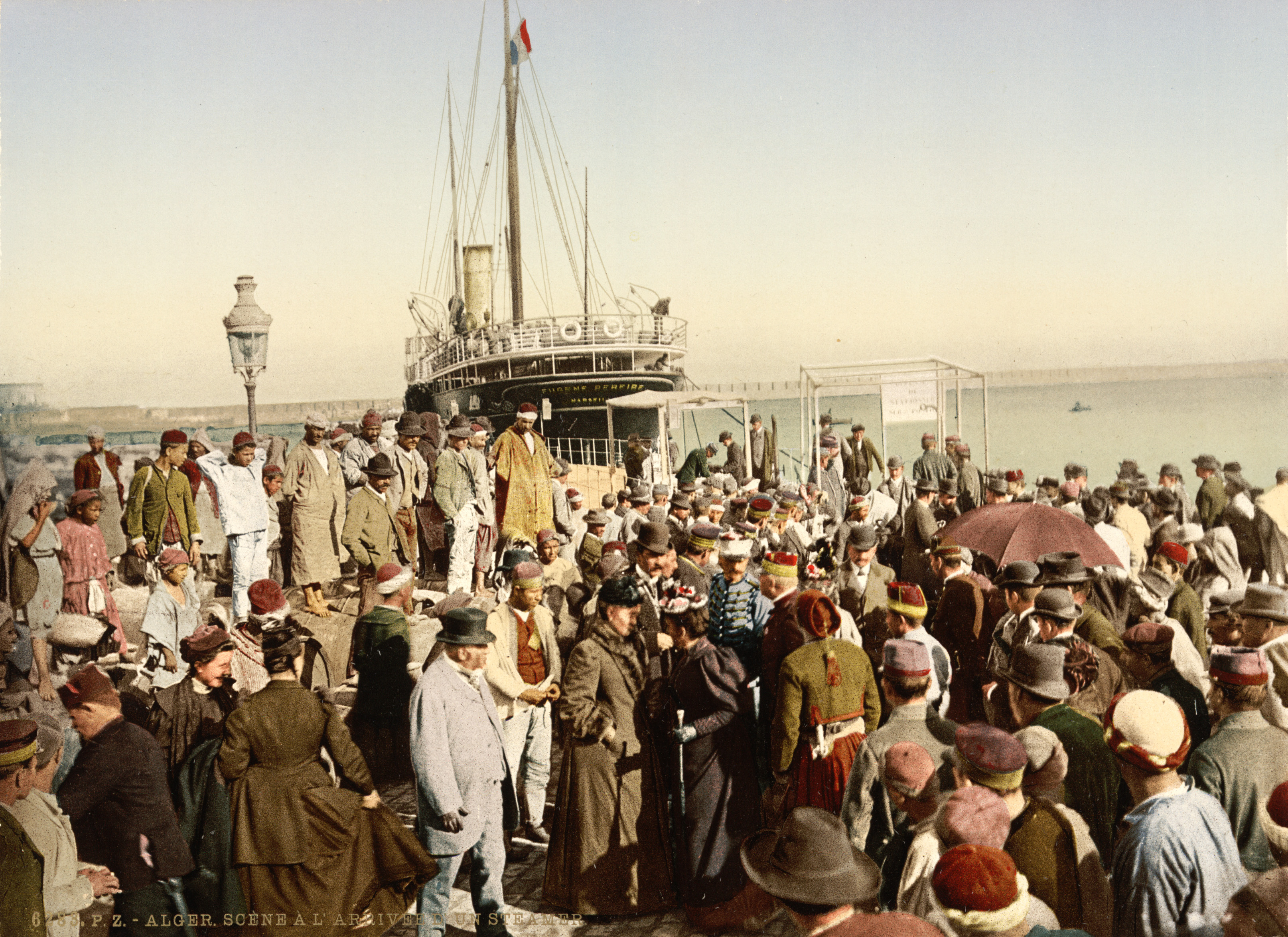
L'Eugène Péreire arrive à Alger en 1899.

La ligne principale de la Compagnie générale transatlantique est, évidemment, la ligne Le Havre - New York, inaugurée en 1864 et exploitée presque sans discontinuer jusqu'en 1974. C'est sur celle-ci que sont négociées les conventions postales les plus avantageuses, que la clientèle est la plus nombreuse, et les paquebots les plus prestigieux. Les vaisseaux amiraux de la compagnie, de La Champagne au France en passant par le Normandie sont construits pour cette ligne qui rapporte à la Transat plus de la moitié de ses revenus. Cela n'empêche pas ces paquebots de participer, durant la morte saison, à des croisières de plus en plus nombreuses, comme la croisière méditerranéenne de La Provence, les croisières autour du monde du France, ou celles à Rio effectuées par le Normandie.
L’Amérique centrale et les Antilles sont, cependant, très exploitées également. La ligne du Mexique est, d'ailleurs, la première ouverte par la compagnie en 1862. Plusieurs paquebots anciens sont, une fois remplacés sur la ligne de New York, affectés en fin de carrière à cette ligne. Toutefois, plusieurs grands navires de la compagnie la desservent également, comme le Cuba, le Colombie, et l'Antilles. Cette ligne devient par ailleurs, progressivement, très prisée des cargos de la compagnie, qui ramènent forte quantité de rhum, de sucre et de bananes, notamment après la Seconde Guerre mondiale.
En 1879, enfin, la compagnie obtient des conventions pour l'exploitation d'une ligne excentrée par rapport à ses activités, celle qui relie Marseille à Alger. Nécessitant des navires différents, conçus pour des traversées courtes, elle devient rapidement prospère, et se voit affecter plusieurs navires de prestige, comme le Ville d'Alger qui remporte, dans les années 1930, le record de vitesse sur cette ligne, ou encore le Lamoricière, tristement connu pour son naufrage meurtrier. Progressivement se met également en place un trafic de marchandises, notamment de céréales, fruits et vins, qui compense les pertes causées par la concurrence de l'avion concernant le trafic de passagers.
La compagnie dessert également la Corse depuis le 6 juillet 1880 à l'aide du paquebot Ville de Madrid sur la ligne Marseille - Ajaccio - Bône - Alger. En 1882, la Transat inaugure des lignes entièrement consacrées à la Corse se prolongeant vers la Sardaigne au départ de Marseille et de Nice. En 1948, la concession de la desserte des lignes de la Corse est attribuée à la Transat qui absorbe de ce fait la compagnie concessionnaire historique, la Compagnie Fraissinet.
En 1969, les lignes méditerranéennes de la Transat fusionnent avec la Compagnie de navigation mixte pour former la Compagnie générale transméditerranéenne, dont la Transat restera actionnaire jusqu'en 1976. Cette nouvelle entité sera nationalisée et renommée Société nationale maritime Corse-Méditerranée (SNCM) en mars 1976 dans le cadre de l'instauration de la continuité territoriale entre le continent et la Corse.

### Tentatives dans le secteur aérien

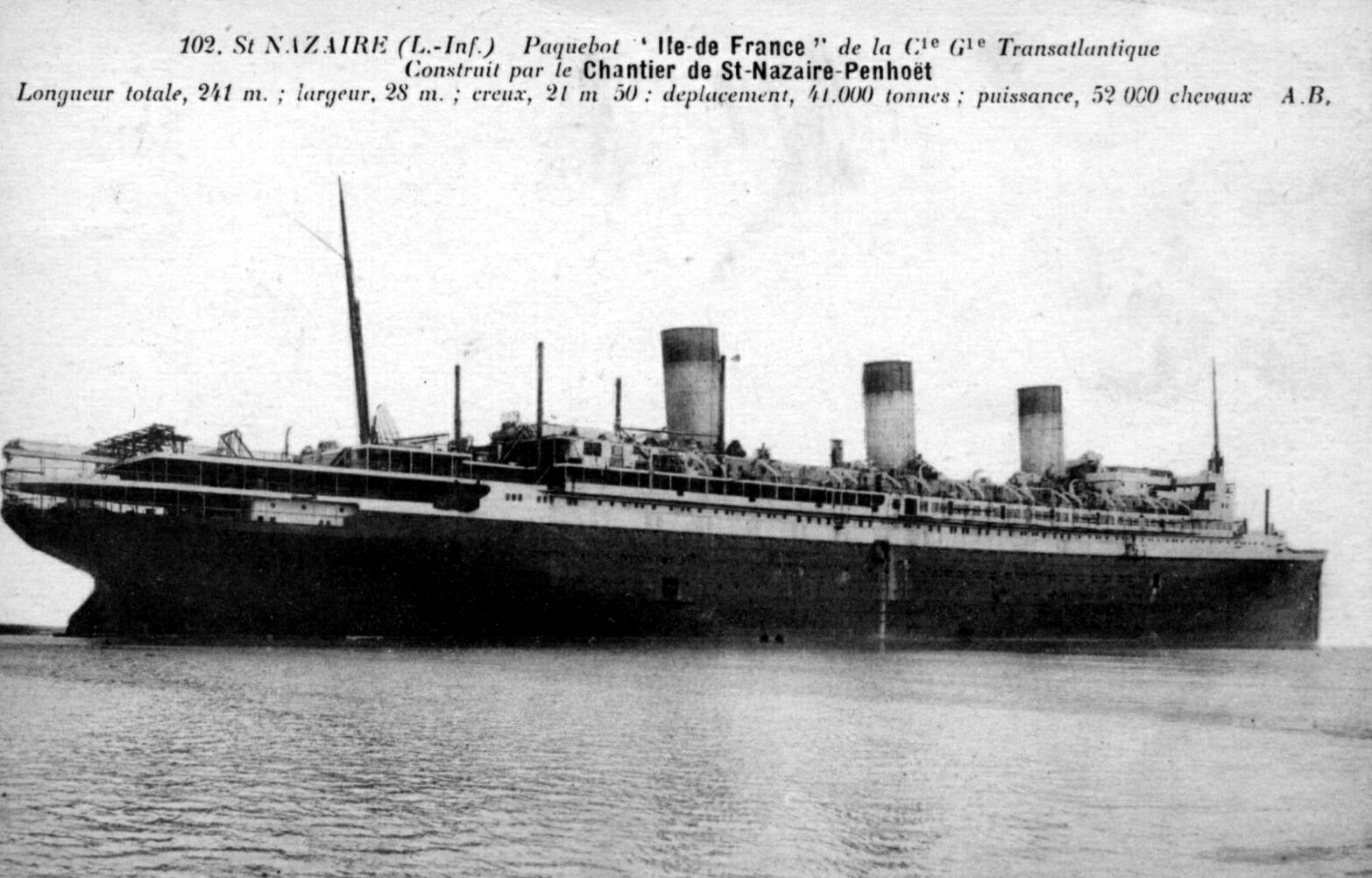
En 1928, l'Île-de-France catapulte pour la première fois un hydravion afin d'accélérer la livraison du courrier.

Bien que l'action de la Compagnie générale transatlantique ait toujours été centrée sur la marine, elle n'a pu rester ignorante des progrès effectués, au début du XXe siècle, dans le domaine de l'aviation civile. Ce nouvel outil apparaît rapidement comme très précieux dans la mission postale de la société. Ainsi, dès 1928, John Dal Piaz fait installer sur l'Île-de-France une catapulte à hydravion, ce qui permet au courrier d'être livré un jour avant l'arrivée du navire. L'arrivée dans les sphères dirigeantes de la compagnie, en 1933, d'Henri Cangardel, accentue ce regard vers l'aérien. Cangardel a, en effet, été missionné quelques années plus tôt pour participer à l'étude de la compagnie générale aéropostale. Il se lie ainsi d'amitié avec de grands pilotes comme Jean Mermoz et Antoine de Saint-Exupéry. En 1933, la compagnie Air France est créée, mais le problème de la ligne transatlantique, pour laquelle aucune liaison par avion n'est encore possible, reste posé.
C'est dans ce cadre-là qu'est créée, en 1937, Air France Transatlantique, au sein de laquelle la Transat occupe une grande place, afin d'apporter son expérience de la ligne. Tandis que la société aérienne étudie les différents itinéraires possibles, la compagnie maritime fait part de son expertise dans le domaine de la météorologie, poursuivant ses études avec le navire Carimaré. De 1937 à 1939, la compagnie réalise douze vols en hydravion entre la France et les États-Unis via les Açores, ainsi que le premier vol entre New York et Biscarrosse sans escale. La guerre entrave par la suite l'évolution de la société, dont sont exclus les représentants de la Transat après 1945, avant sa fusion avec Air France.
Malgré cet échec, la compagnie ne reste pas étrangère au trafic aérien. Si les dirigeants sous-estiment la concurrence de l'avion sur la ligne transatlantique, ils sont, en revanche, parfaitement conscients de sa puissance sur la ligne Méditerranéenne, et de l'impact qu'il a sur la ligne Marseille - Alger. De nombreuses compagnies fleurissent sur la ligne, effrayant tant Air France que la Transat. Cette dernière, sous l'impulsion d'Edmond Lanier, chargé des questions aériennes, décide alors d'apporter son concours financier à la société Air Transport, désireuse de s'impliquer. Tout en passant par des accords avec Air France, la Transat contribue ainsi à créer la Compagnie des Transports Aériens - Air Algérie, et à établir avec elle des partenariats. L'entreprise se révèle prometteuse, mais l'indépendance de l'Algérie y met fin prématurément, en 1962.

## Navires

### Évolution technologique

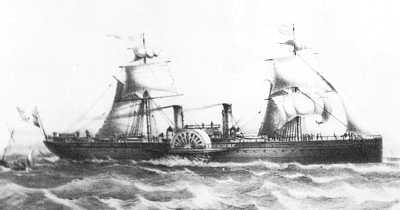
L'Impératrice Eugénie, l'un des premiers paquebots de la Transat, utilisait encore des roues à aubes et des voiles.

Dès ses débuts, la Transat adopte, progressivement, les nouvelles technologies. C'est notamment le cas concernant de la propulsion. Le Washington, lorsqu'il entre en service, en 1864, est équipé de roues à aubes. Dès 1868, il est reconverti, et devient le premier paquebot à être propulsé par deux hélices, ce qui permet de plus grandes vitesses, et une meilleure résistance. Les passagers montrent cependant encore une certaine méfiance à l'égard de la propulsion à vapeur, et jusque dans les années 1890, tous les navires de la compagnie sont équipés de mâts capables de porter des voiles. Ainsi, les premiers express de la compagnie, avec La Normandie, puis la série de La Champagne et de ses jumeaux, naviguent encore à la voile et à la vapeur. Le dernier navire de la compagnie adoptant cette propulsion mixte est La Touraine, en 1891. Il est ensuite considéré que les hélices multiples sont une précaution suffisante en cas de panne. Les mâts ne sont pas abandonnés pour autant, puisqu'ils servent de support au nid-de-pie, aux feux de position et, plus tard, aux câbles de TSF. Le France de 1912 connaît également une innovation dans le mode de propulsion, puisqu'il adopte la turbine à vapeur, qui lui permet d'atteindre de grandes vitesses et d'être l'un des navires les plus rapides de son temps, derrière le Lusitania et le Mauretania. Le Normandie marque, en 1935, l'apogée de ces innovations techniques. Il dispose en effet d'une coque hydrodynamique conçue par les architectes des chantiers de Penhoët aidés de Vladimir Yourkevitch. À celle-ci s'ajoute une propulsion turbo-électrique jugée plus fiable et économique pour un navire de cette taille.
La Transat se tient par ailleurs à niveau du point de vue des innovations touchant au confort des passagers. En 1882, La Normandie est le premier navire de la compagnie à être équipé de lumière électrique, remplaçant les dangereuses lampes à pétrole. La Provence est, pour sa part, le premier paquebot de la compagnie pourvu de la télégraphie sans fil (six ans après le Kaiser Wilhelm der Grosse, premier navire à en être équipé). Cette technologie est, à l'époque, avant tout perçue comme un gadget destiné aux passagers fortunés, et non comme un outil de sécurité. Elle permet notamment d'éditer un journal diffusant les nouvelles du monde à bord.
Enfin, la compagnie innove petit à petit dans le domaine de la sécurité en mer. Le France de 1912 est le premier grand paquebot pourvu d'assez d'embarcations de sauvetage pour tous ses passagers, une semaine seulement après le meurtrier naufrage du Titanic. En 1935, le Normandie est pour sa part particulièrement sécurisé du point de vue des incendies, qui ont touché plusieurs grands paquebots et deviennent le principal danger en mer. La sécurité des passagers en cours de traversée est également assurée, avec une amélioration progressive des hôpitaux du bord. En 1965, le France est le premier paquebot à transmettre par satellite l'électrocardiogramme d'un de ses passagers, permettant une opération en mer en collaboration avec des équipes européennes et américaines.

### Style artistique

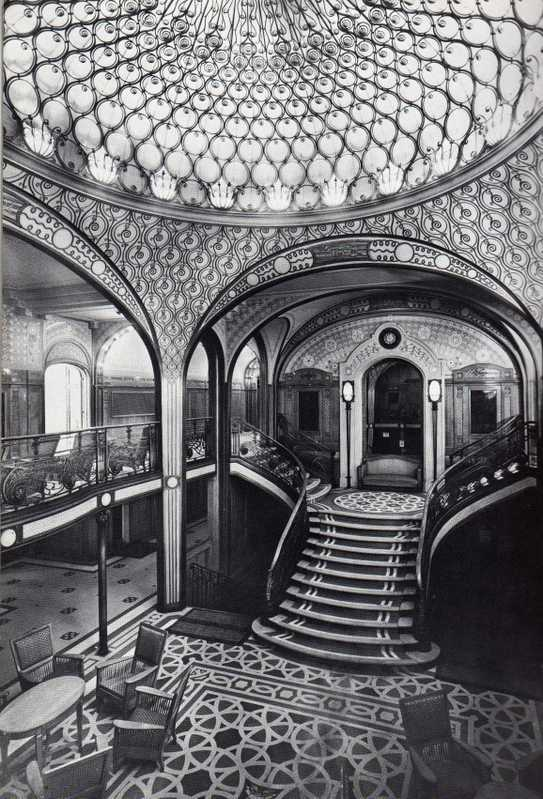
L'escalier principal du Paris, symbolique du goût de l'époque pour la ferronnerie.

La Transat, étant éloignée des grands flux migratoires, et restreinte dans le développement de ses navires par la taille du port du Havre, n'a pas vraiment pu bénéficier de la manne financière représentée par les immigrants, comme l'ont fait les compagnies allemandes et britanniques. Elle se spécialise donc dans la clientèle de luxe, qui devient rapidement sa principale cible. Les paquebots de la compagnie développent ainsi, au début du XXe siècle, une réputation de navires somptueux, où règne en maître un art de vivre à la française, accompagné de la gastronomie et des cartes de vins adaptés. Le France de 1912 est le premier à bénéficier vraiment de cette réputation. Sa décoration particulièrement somptueuse (voire chargée, comparée à ses rivaux britanniques), est inspirée de grands ouvrages d'architecture français : châteaux, hôtels particuliers… S'ajoutent à cela des copies d'œuvres d'art célèbre, qui valent au navire le surnom de « Versailles de l'Atlantique ». Si ce style d'époque est particulièrement renommé, il avait cependant déjà fait le succès de La Provence, de La Savoie et La Lorraine.
Avec les années 1920, et le Paris, le style évolue. Le style Art déco commence à apparaître, sans remplacer totalement les décors de la Belle Époque. Les services proposés aux passagers se multiplient. Le navire leur offre ainsi un cinéma, puis un dancing. Le navire fait l'objet d'une importante refonte en 1929, à la suite d'un incendie, qui lui permet de remettre son style au goût du jour. L'Île-de-France se démarque beaucoup plus, et est conçu comme un navire devant représenter l'architecture de son époque. De grands architectes et décorateurs français sont donc invités à remplir les espaces du navire, plus vastes que la normale. Qui plus est, la longue carrière du navire lui permet de connaître différents styles. Une fois encore, les installations proposées se multiplient : café panoramique, ring de boxe, chapelle…
Avec le Normandie, la même optique est poursuivie, dans un angle beaucoup plus vaste. Le navire ayant des proportions énormes, les aménagements s'en ressentent, avec une salle à manger monumentale occupant trois ponts du navire. Les suites de luxe deviennent de véritables appartements, tandis que les œuvres d'art typiques de l'art français des années 1930 sont disposées dans tout le navire. Avec le Normandie, le but est également de faire la promotion du savoir-faire français à l'étranger. Après guerre, lorsque vient le temps de refondre l'Île-de-France et de reconstruire le Liberté, certains éléments décoratifs du Normandie sont utilisés, pour donner une atmosphère plus familière à deux navires qui sont totalement revus pour adopter les styles du début des années 1950.
Le France de 1962 arbore pour sa part les aménagements très colorés des années 1960, faisant, encore une fois, appel aux grands artistes de son époque. Cette fois-ci, en revanche, la Transat modifie sa politique. Elle qui privilégiait jusque-là la première classe, consacre désormais plus des trois quarts de ses aménagements à la classe touriste.

### Catastrophes maritimes

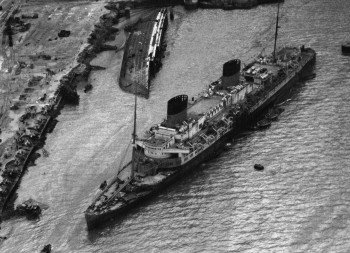
Le Liberté en partie coulé après avoir heurté l'épave du Paris dans le port du Havre, en 1946.

La Compagnie générale transatlantique a été marquée par plusieurs catastrophes maritimes de grande ampleur. En 1873, le paquebot Ville du Havre, tout juste mis en service après une importante refonte, entre à deux reprises en collision avec d'autres navires. Le 6 juin, il aborde et coule un voilier dans l'Hudson, mais s'en tire sans graves dommages. Le 22 novembre, il est lui-même abordé et coule en à peine dix minutes. Seuls 61 passagers et 26 membres d'équipage sont sauvés, pour plus de 220 victimes. Le 6 mars 1897, le Ville de Saint-Nazaire connaît pour sa part une importante voie d'eau et doit être abandonné. Les rescapés n'ont, à l'époque, aucun moyen de signaler leur état à d'autres navires et ne peuvent compter que sur leur chance. Sur 83 personnes à bord, seules 18 sont recueillies, par deux navires différents. Le plus grand drame de ce type est cependant le naufrage de La Bourgogne, en 1898, à la suite d'un abordage. 568 personnes trouvent la mort dans ce qui est la plus grande catastrophe connue par la compagnie en temps de paix. Si le commandant et la plupart des officiers périssent dans la catastrophe, près de la moitié des marins survivent, en chassant parfois les passagers des chaloupes. Ainsi plus de 100 membres d'équipage sont rescapés, pour une soixantaine de passagers, dont une seule femme et aucun enfant. Le scandale qui résulte du naufrage fragilise la position d'Eugène Péreire au sein de la compagnie.
Dans les années 1930, la compagnie est soumise à un nouveau fléau, le feu. Déjà, en 1935, le Normandie est équipé de tous les dispositifs de pointe pour lutter contre les incendies, tant ils sont craints. La marine française vient en effet d'être touchée par deux désastres, avec les naufrages du Georges Philippar et de L'Atlantique. En 1938, la Transat est, pour la première fois, touchée lorsque le Lafayette, paquebot vieux d'à peine huit ans, prend feu dans le port du Havre. Le navire se consume intégralement et doit être envoyé à la casse. En 1939, c'est au tour du Paris de connaître ce sort. Il avait déjà survécu à un incendie dix ans plus tôt. Cette fois-ci, les tonnes d'eau utilisées par les marins du Havre le font chavirer le long du quai. Cette épave reste en place jusqu'après la guerre, et cause à son tour, en 1946, le quasi-naufrage du Liberté, projeté contre elle par une tempête. L'incendie le plus célèbre ayant touché la compagnie est cependant celui du Normandie qui connaît, dans le port de New York, un sort similaire au Paris, en février 1942. L'inexpérience des marins américains récemment affectés au paquebot rend, en effet, inefficace les nombreux dispositifs de protection contre les flammes.
Les deux guerres mondiales prennent enfin leur part de navires à la compagnie. Ce sont, en tout, trente navires qui sombrent durant le premier conflit, en premier lieu desquels La Provence qui emporte 1 100 personnes. Durant le deuxième conflit mondial, la compagnie perd 53 navires, dont 13 paquebots, soit les deux tiers de sa flotte. Le Champlain et le De Grasse comptent notamment parmi les victimes. La compagnie perd également, durant la guerre, le Lamoricière, mais le conflit n'a que peu à voir avec le naufrage : c'est en effet une tempête qui coule le paquebot entre Alger et Marseille en 1942, faisant près de 300 morts pour 90 rescapés.

## Postérité

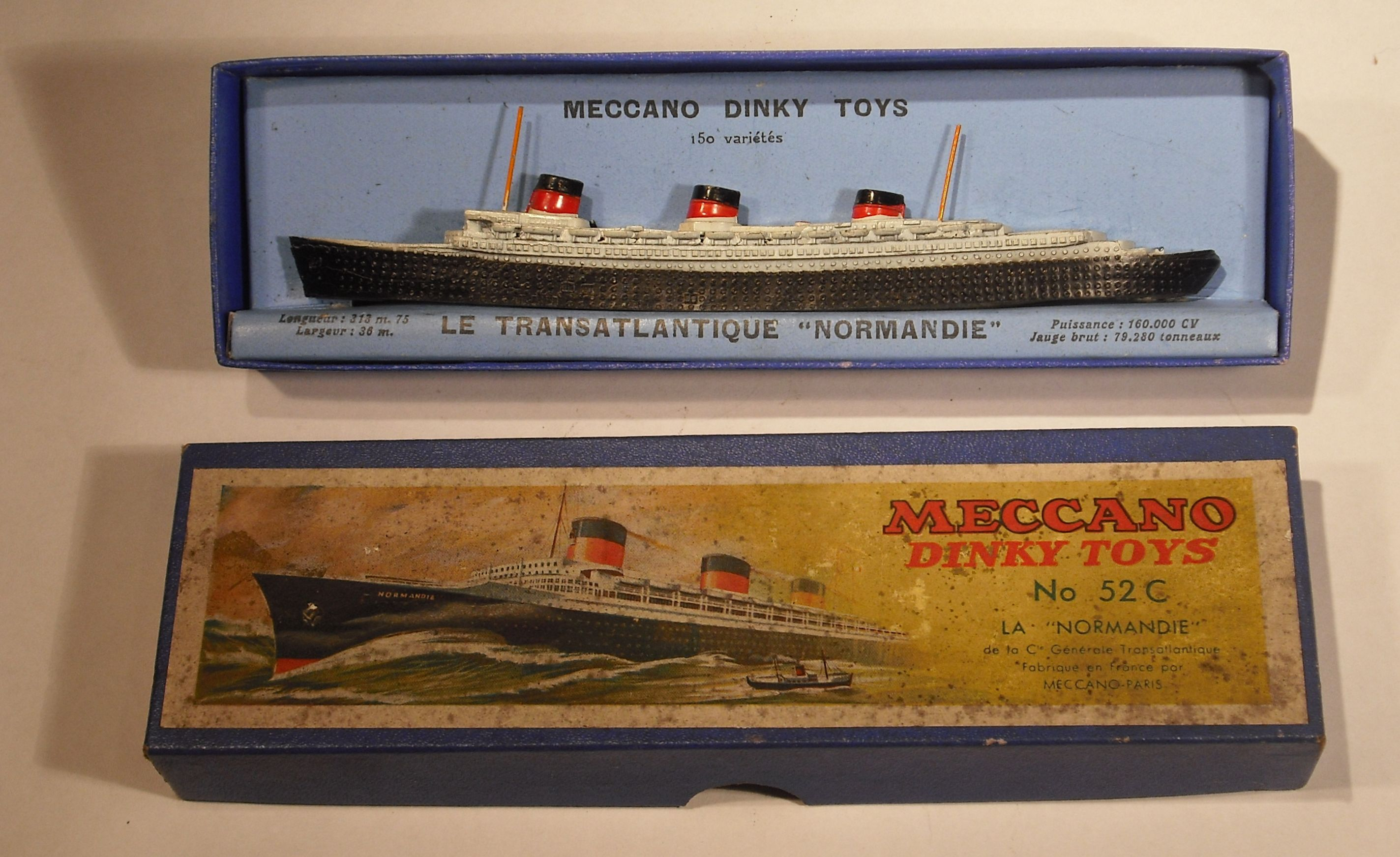
Les paquebots de la Transat ont fait l'objet de nombreux produits dérivés prisés des collectionneurs, comme ce jouet à l'effigie du Normandie.

Durant ses 120 ans d'existence, la Compagnie générale transatlantique a acquis une place à part au sein de la marine marchande française, et un prestige particulier auprès des clientèles étrangères, notamment américaine. Ses grands paquebots, notamment le Normandie et le France ont fait l'objet de nombreux ouvrages. La compagnie bénéficie d'une aura particulière, notamment grâce aux célébrités qui ont voyagé à bord de ses navires, parfois avec des apparitions remarquées. Les voyages à bord inspirent également les artistes : c'est après une traversée à bord du Flandre (alors renommé Carla C.) qu'une passagère écrit un roman intitulé La croisière s'amuse. Le cinéma n'est pas en reste. C'est à bord du Normandie qu'est tourné Paris-New York en 1939, avec Michel Simon et Gaby Morlay en acteurs vedettes. Le France sert pour sa part de décor à la scène finale du film Le Cerveau avec Bourvil et Jean-Paul Belmondo, ainsi qu'au Gendarme à New York, avec Louis de Funès.
Les navires gagnent également une certaine affection du public : si la fin accidentelle du Normandie suscite une certaine indignation, elle reste étouffée par l'ampleur du conflit qui règne à l'époque. Cela n'empêche pas des rumeurs tenaces au sujet d'un sabotage volontaire de naître. La démolition de l'Île-de-France, en 1959, cause son lot de protestations : le paquebot avait, durant sa carrière, acquis une grande affection de la part du public à la suite de son service exemplaire durant le conflit, ainsi qu'à son sauvetage des rescapés de l'Andrea Doria. La mise à l'arrêt du France en 1974, enfin, crée une forte émotion : Michel Sardou lui consacre une chanson, Le France, pour exprimer sa colère, suscitant l'enthousiasme des syndicats. Une fois le navire remis en service sous le nom de Norway, il suscite un vif enthousiasme à chaque retour en France, où la presse et le public persistent à le considérer comme « le France » jusqu'à sa démolition à la fin des années 2000.
Quelques reliques du cargo mixte Wisconsin, construit pour la Compagnie générale transatlantique en 1929, sont préservées à Szczecin (ce navire a en effet été revendu à la Pologne en 1951 et est parti à la ferraille en 1985). Son mat est érigé en monument et une partie de sa superstructure a également été conservée.
Enfin, la compagnie continue à vivre à travers les objets de collection emportés par les passagers, et vendus aux enchères : cartes postales éditées par la Compagnie au tout début du siècle et représentant les bateaux peints par Ernest Lessieux, étiquettes de bagages, vaisselle, menus, etc. Depuis 1995, l'association French Lines, créée sur l'initiative de la Compagnie générale maritime, conserve les fonds d'archives et d'objets appartenant, entre autres, à la Transat, et assure la mise en valeur de ce patrimoine, notamment par le biais d'expositions et de ventes. D'autres projets continuent à mettre en valeur l'héritage de la compagnie, comme la construction d'un nouveau paquebot France par Didier Spade.
En 2000, est ouvert Escal'Atlantic, centre d’interprétation sur l’histoire des paquebots transocéaniques qui rappelle que c'est à l'emplacement de la base sous-marine de Saint-Nazaire que se dressaient la gare maritime et les installations de la Compagnie à Saint-Nazaire.